# Benthopecten pikei
Benthopecten pikei is een zeester uit de familie Benthopectinidae.
De wetenschappelijke naam van de soort werd in 1969 gepubliceerd door Helen Shearburn Clark.